# Valle di Schievenin
La Valle di Schievenin è una valle del feltrino, in provincia di Belluno, attraversata dal torrente Tegorzo. Il nome della valle deriva dall'omonimo paese del comune di Setteville. La valle inizia dalle sorgenti del Tegorzo, sul Sasso delle Capre (complesso del monte Grappa) e termina a Quero.